# Fóssil de transição
Uma forma ou fóssil de transição é qualquer resíduo fossilizado de uma forma de vida que exibe características comuns a um grupo ancestral e a seu grupo descendente derivado. Isto é importante especialmente quando os grupos são extremamente diferenciados do grupo ancestral. Estes fósseis servem como uma lembrança de que as divisões taxonômicas são construtos humanos que foram impostos em retrospectiva em um continuum de variação. Por causa da incompletude do registro fóssil, geralmente não há como saber exatamente quão perto um fóssil transicional está do ponto de divergência. Portanto, não se pode presumir que os fósseis transicionais sejam ancestrais diretos de grupos mais recentes, embora sejam frequentemente usados como modelos para tais ancestrais.
Em 1859, quando o livro A origem das espécies de Charles Darwin foi publicado pela primeira vez, a paleontologia dava os seus primeiros passos enquanto ciência e o registro fóssil era pouco conhecido. Darwin descreveu a aparente ausência de fósseis de transição como um grande obstáculo à teoria da evolução. Ele observou as coleções limitadas disponíveis na época e, através das informações que obteve, descreveu padrões sustentados pela sua teoria de descendência com modificações pela seleção natural. De fato, o Archaeopteryx foi descoberto apenas dois anos depois, em 1861, e representa uma forma de transição clássica entre os primeiros dinossauros não aviários e pássaros. Muitos mais fósseis de transição foram descobertos desde então, e agora há evidências abundantes de como todas as classes de vertebrados estão relacionadas. Exemplos específicos de transições em nível de classe são: tetrápodes e peixes, pássaros e dinossauros e mamíferos e "répteis semelhantes a mamíferos".
O termo "elo perdido" foi usado extensivamente em escritos populares sobre a evolução humana para se referir a uma lacuna percebida no registro evolutivo dos hominídeos. É mais comumente usado para se referir a qualquer nova descoberta de fóssil de transição. Os cientistas, entretanto, não usam o termo, pois se refere a uma visão pré-evolutiva da natureza. De acordo com Simon Conway-Morris (Universidade de Cambridge), o resultado líquido está muito longe de um tapete perfeito de forma que permitiria que um investigador lesse a Árvore da Vida, simplesmente por encontrar os intermediários — vivos e extintos — que, em princípio, conectam todas as espécies. 

## Taxonomia evolutiva e filogenética

### Transições na nomenclatura filogenética

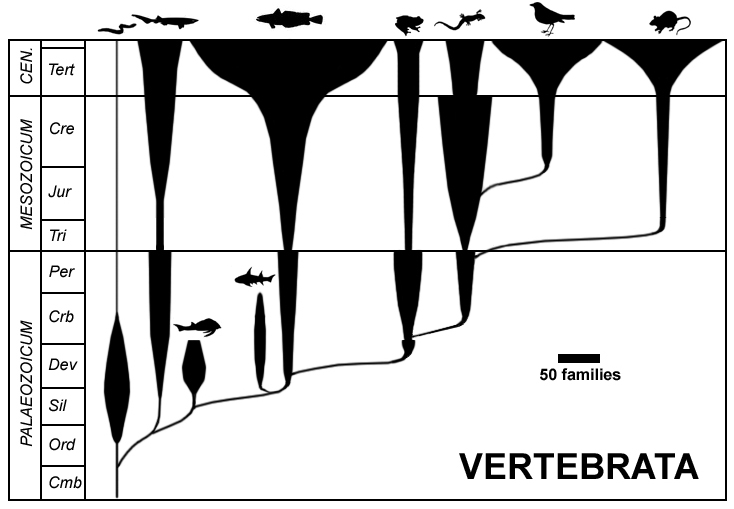
Cladograma mostrando a evolução dos vertebrados e seus ramos. Os fósseis de transição se encontram em tais ramos.

Na taxonomia evolutiva, a forma prevalente de taxonomia durante grande parte do século XX ainda usada em livros didáticos não especializados, os táxons baseados em semelhanças morfológicas são frequentemente desenhados como "bolhas" ou "fusos" ramificando-se uns dos outros, formando árvores evolutivas. As formas de transição são vistas como caindo entre os vários grupos em termos de anatomia, tendo uma mistura de características de dentro e de fora do clado recém-ramificado.
Com o estabelecimento da cladística na década de 1990, os relacionamentos comumente passaram a ser expressos em cladogramas que ilustram a ramificação das linhagens evolutivas em figuras semelhantes a palitos. Os diferentes grupos chamados "naturais" ou "monofiléticos" formam unidades aninhadas, e apenas estes recebem nomes filogenéticos. Enquanto na classificação tradicional os tetrápodes e os peixes são vistos como dois grupos diferentes, os tetrápodes filogeneticamente são considerados um ramo dos peixes. Assim, com a cladística não há mais uma transição entre grupos estabelecidos, e o termo "fósseis transicionais" é um termo impróprio . A diferenciação ocorre dentro de grupos, representados como ramos no cladograma.
Em um contexto cladístico, os organismos transicionais podem ser vistos como representantes dos primeiros exemplos de um ramo, onde nem todas as características típicas dos descendentes anteriormente conhecidos naquele ramo ainda evoluíram. Esses primeiros representantes de um grupo são geralmente denominados táxon basal ou "grupo irmão," dependendo se o organismo fóssil pertence ao clado filho ou não.

### Transicional versus ancestral
Uma fonte de confusão é a noção de que uma forma de transição entre dois grupos taxonômicos diferentes deve ser necessariamente um ancestral direto de um ou de ambos os grupos. A dificuldade é exacerbada pelo fato de que um dos objetivos da taxonomia evolutiva é identificar táxons que foram ancestrais de outros táxons. No entanto, como a evolução é um processo de ramificação que produz um padrão complexo de espécies relacionadas, no lugar de um processo linear que produz uma progressão em forma de escada, e devido à incompletude do registro fóssil, é improvável que qualquer forma particular representada no registro fóssil é um ancestral direto de qualquer outro. A cladística não enfatiza o conceito de um grupo taxonômico ser ancestral de outro e, em vez disso, enfatiza a identificação de táxons irmãos que compartilham um ancestral comum mais recente entre si do que com outros grupos. Existem alguns casos excepcionais, como alguns microfósseis de plâncton, onde o registro fóssil é completo o suficiente para sugerir com confiança que certos fósseis representam uma população que foi realmente ancestral a uma população posterior de uma espécie diferente. Mas, em geral, os fósseis transicionais são considerados como tendo características que ilustram as características anatômicas transicionais de ancestrais comuns reais de diferentes táxons, ao invés de "serem" ancestrais reais.

## Exemplos proeminentes

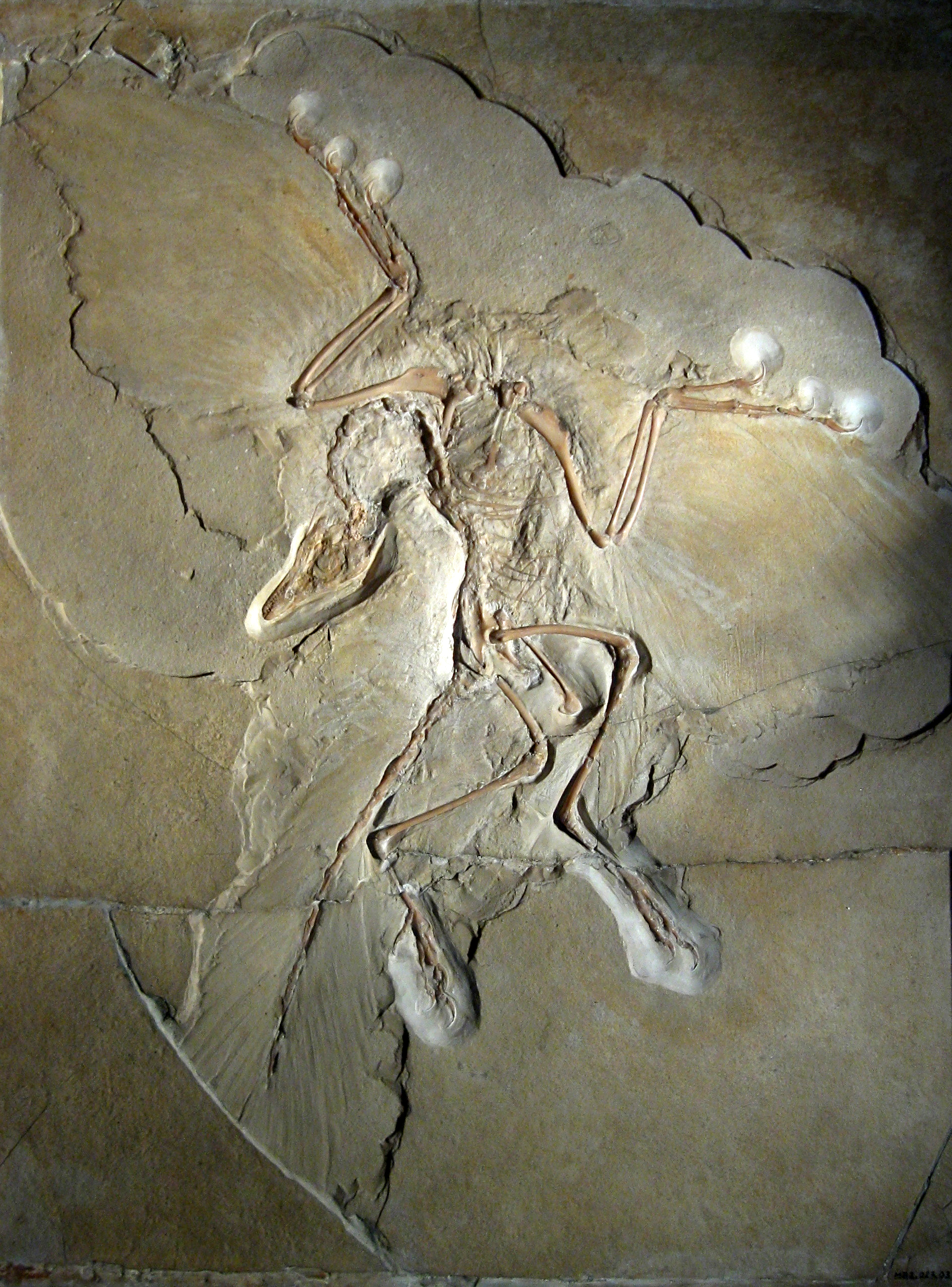
Archaeopteryx é um dos fósseis de transição mais famosos e dá evidências da evolução das aves a partir dos dinossauros terópodes.

### Archaeopteryx
Archaeopteryx é um gênero de dinossauro terópode intimamente relacionado às aves. Desde o final do século XIX, ela foi aceita pelos paleontólogos e celebrada em obras de referência leigas como sendo a ave mais antiga conhecida, embora um estudo em 2011 tenha lançado dúvidas sobre essa avaliação, sugerindo que se trata de um dinossauro não-aviano proximamente relacionado à origem das aves.
Viveu no que hoje é o sul da Alemanha no Jurássico Superior há cerca de 150 milhões de anos, quando a Europa era um arquipélago em um mar tropical quente e raso, muito mais perto para o equador do que agora. Semelhante em forma a um pega-rabuda, com os maiores indivíduos possivelmente atingindo o tamanho de um corvo, Archaeopteryx poderia crescer até 0.5 metros. Apesar de seu pequeno tamanho, asas largas e capacidade inferida de voar ou planar, Archaeopteryx tem mais em comum com outros pequenos dinossauros do Mesozoico do que com as aves modernas. Em particular, ele compartilha as seguintes características: mandíbulas com dentes afiados, três dedos com garras, uma cauda óssea longa, segundos dedos hiperextensíveis, penas (que sugerem homeotermia) e várias características esqueléticas. Essas características tornam o Archaeopteryx um candidato para um fóssil transicional entre dinossauros e pássaros, tornando-se importante no estudo dos dinossauros e da origem das aves.
O primeiro espécime completo foi anunciado em 1861, e mais dez fósseis de Archaeopteryx foram encontrados desde então. A maioria dos onze fósseis conhecidos inclui impressões de penas — uma das evidências diretas mais antigas de tais estruturas. Além disso, porque essas penas assumem a forma avançada de penas, Archaeopteryx fósseis são evidências de que as penas começaram a evoluir antes do Jurássico Superior.

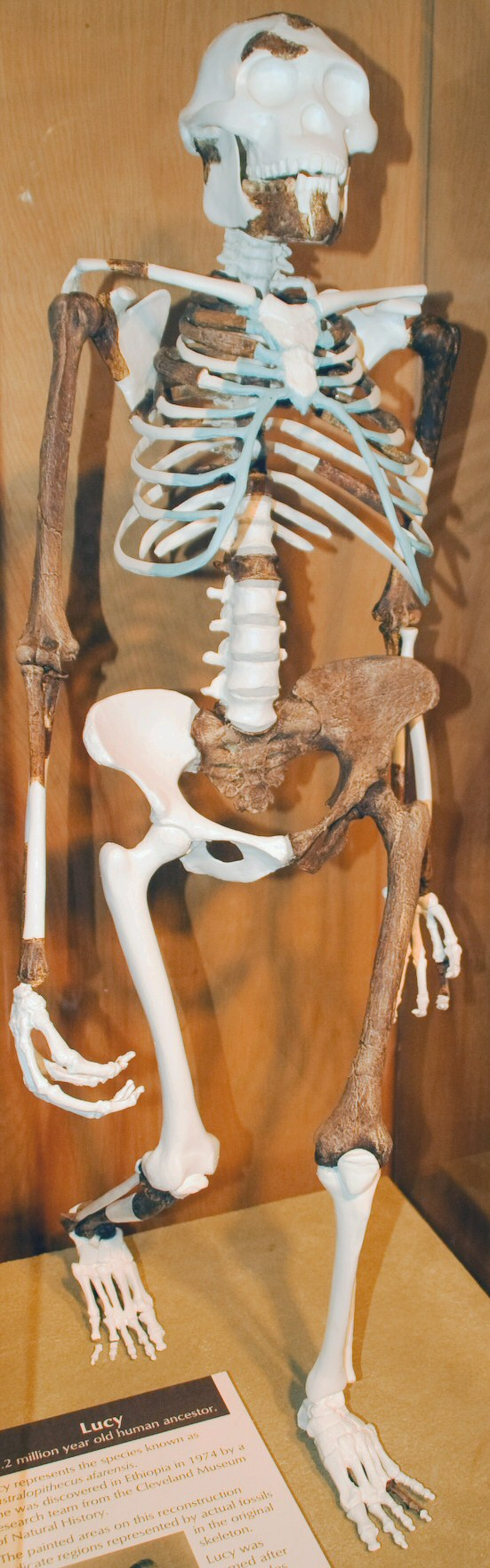
A. afarensis.

### Australopithecus afarensis
O hominídeo Australopithecus afarensis representa uma transição evolutiva entre os humanos bípedes modernos e seus ancestrais símios quadrúpedes. Muitas características do esqueleto de A. afarensis reflete fortemente o bipedalismo, a ponto de alguns pesquisadores sugerirem que a bipedalidade evoluiu muito antes de A. afarensis. Na anatomia geral, a pelve é muito mais parecida com a humana do que com a de um símio. O ílio é curto e largo, o sacro é largo e posicionado diretamente atrás da articulação do quadril, e há evidências claras de uma forte inserção dos extensores de joelho, indicando uma postura ereta.:122
Embora a pelve não seja inteiramente como a de um humano (sendo marcadamente larga, ou dilatada, com lâminas ilíacas orientadas lateralmente), essas características apontam para uma estrutura radicalmente remodelada para acomodar um grau significativo de bipedalismo. O fêmur inclina-se em direção ao joelho a partir do quadril. Esta característica permite que o pé caia mais perto da linha média do corpo e indica fortemente a locomoção bípede habitual. Os humanos atuais, orangotango e macaco-aranha possuem esta mesma característica. Além da locomoção, A. afarensis também tinha um cérebro ligeiramente maior do que um chimpanzé moderno. (o parente vivo mais próximo dos humanos) e possuía dentes parecidos com os humanos.

### Paquicetídeos,Ambulocetus

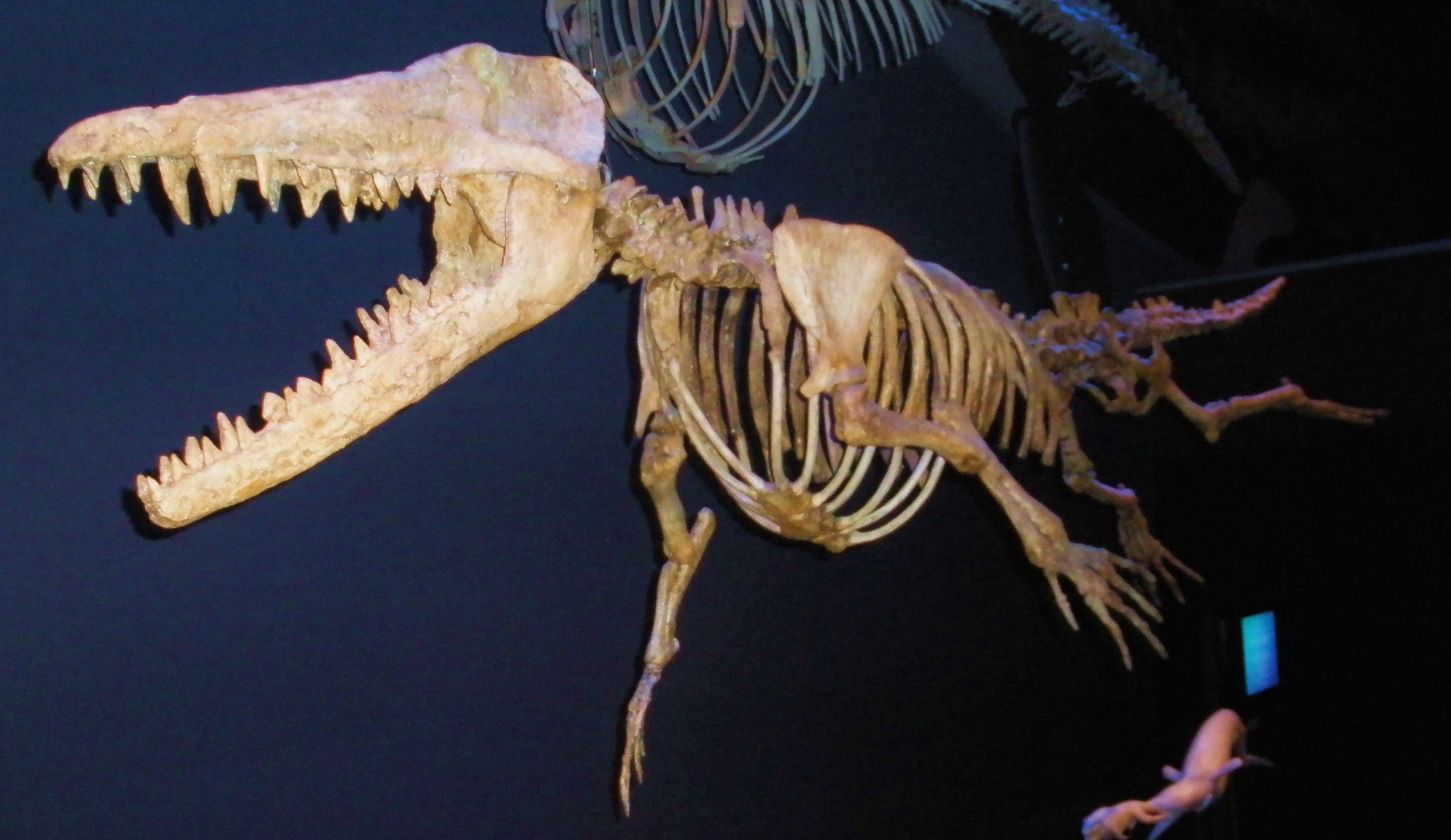
Ambulocetus natans.

Os cetáceos (baleias, golfinhos e botos) são mamíferos marinhos descendentes de mamíferos terrestres. Os paquicetídeos são uma família extinta de mamíferos que são as primeiras baleias, cujo grupo irmão mais próximo é Indohyus da família Raoellidae. Os paquicetídeos podiam ouvir embaixo d'água, usando condução óssea aprimorada, em vez de depender da membrana timpânica como a maioria dos mamíferos terrestres. Este arranjo não fornece audição direcional debaixo d'água.
Ambulocetus natans, que viveu há cerca de 49 milhões de anos, foi descoberto no Paquistão em 1994. Provavelmente era anfíbio e parecia um crocodilo. No Eoceno, os ambulocetídeos habitavam as baías e estuários do Oceano Tethys, no norte do Paquistão. Os fósseis de ambulocetídeos são sempre encontrados em depósitos marinhos rasos próximos à costa associados a abundantes fósseis de plantas marinhas e moluscos. Embora sejam encontrados apenas em depósitos marinhos, seus valores de isótopos de oxigênio indicam que eles consumiram água com uma gama de graus de salinidade, alguns espécimes não mostrando nenhuma evidência de consumo de água do mar e outros nenhum consumo de água doce no momento em que seus dentes foram fossilizados. É claro que os ambulocetídeos toleraram uma ampla gama de concentrações de sal. Sua dieta provavelmente incluía animais terrestres que se aproximavam da água para beber ou organismos aquáticos de água doce que viviam no rio. Portanto, os ambulocetídeos representam a fase de transição dos ancestrais cetáceos entre o habitat de água doce e o marinho.

### Tiktaalik

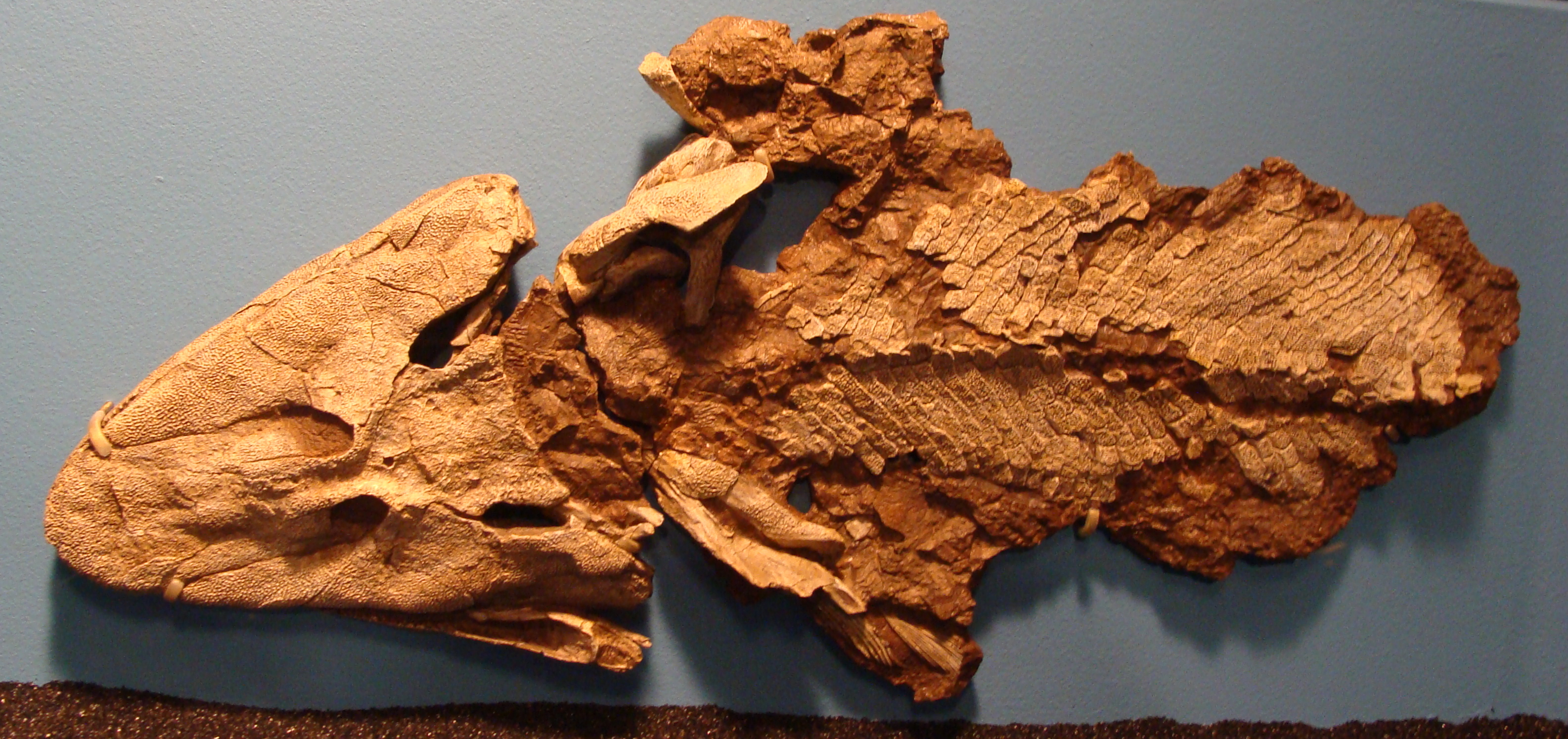
Tiktaalik roseae possuía espiráculos acima dos olhos.

Tiktaalik um gênero extinto de sarcopterígio (peixes com nadadeiras lobadas) do período tardio Devoniano, com muitas características semelhantes às dos tetrápodes (animais de quatro patas). É uma das várias linhas dos antigos sarcopterígios desenvolver adaptações para os habitats de águas rasas pobres em oxigênio de seu tempo — adaptações que levaram à evolução dos tetrápodes. Fósseis bem preservados foram encontrados em 2004 na Ilha Ellesmere em Nunavut, Canadá.
Tiktaalik viveu há aproximadamente 375 milhões de anos. Os paleontólogos sugerem que é representativo da transição entre vertebrados não tetrápodes, como Panderichthys, conhecido a partir de fósseis de 380 milhões de anos, e dos primeiros tetrápodes, como Acanthostega e Ichthyostega, conhecido a partir de fósseis de cerca de 365 milhões de anos. Sua mistura de peixes primitivos e características derivadas de tetrápodes levou um de seus descobridores, Neil Shubin, a caracterizar Tiktaalik como um "peixópode." Ao contrário de muitos fósseis de transição anteriores, mais parecidos com peixes, as "barbatanas" do Tiktaalik têm ossos de pulso básicos e raios simples que lembram dedos. Como todos os tetrápodes modernos, tinha costelas, pescoço móvel com cintura peitoral separada e pulmões, embora tivesse guelras, escamas e nadadeiras de peixe.

### Amphistium

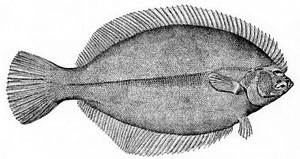
Pleuronectiformes modernos são assimétricos, com os dois olhos do mesmo lado da cabeça.

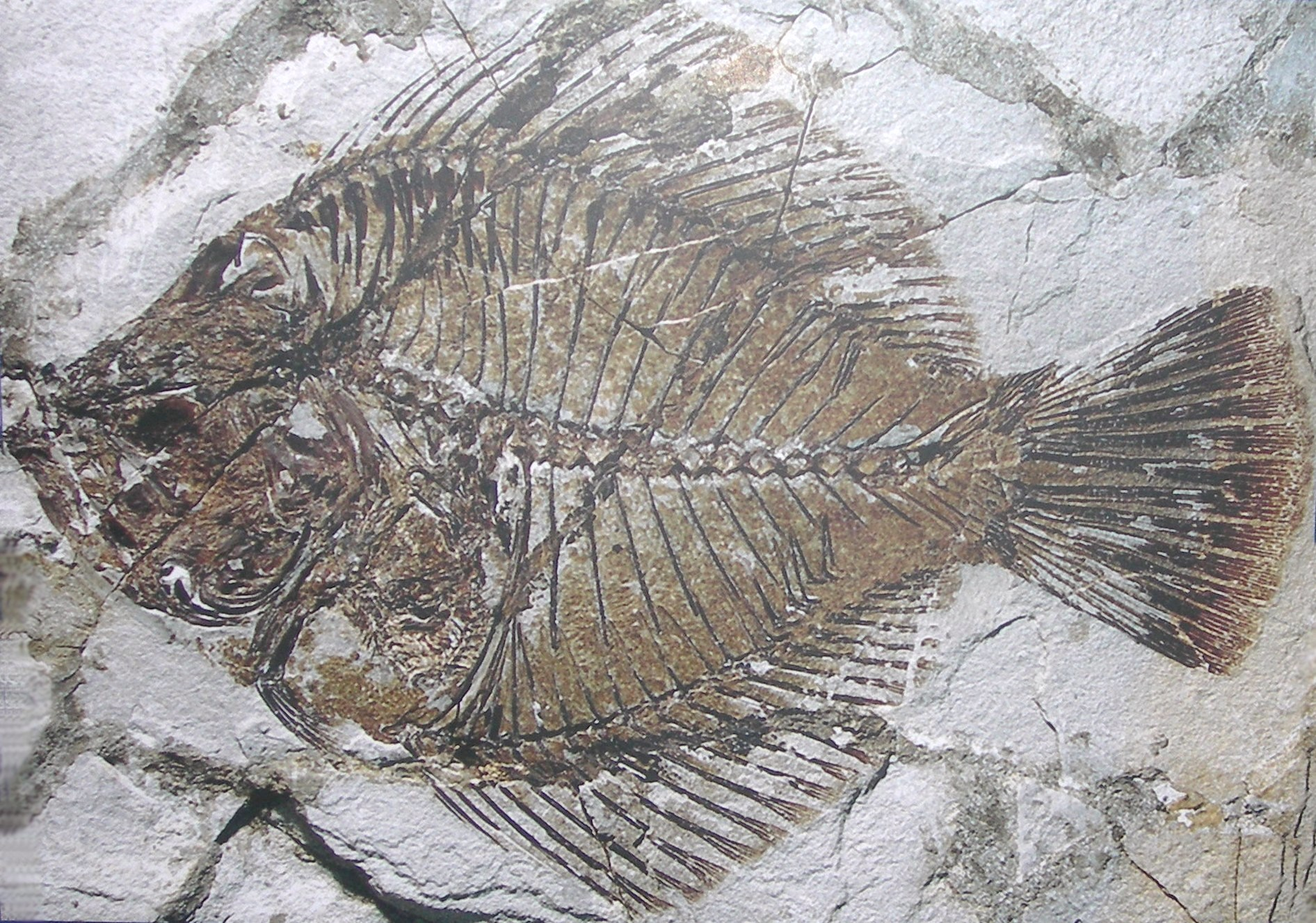
Fóssil de Amphistium com um olho no centro superior da cabeça.

Pleuronectiformes são uma ordem de peixes actinopterígeos. A principal característica dos pleuronectiformes é a assimetria, com os dois olhos do mesmo lado da cabeça no peixe adulto. Em algumas famílias, os olhos estão sempre no lado direito do corpo e em outras eles estão sempre no lado esquerdo. O gênero primitivo Psettodes inclui números iguais de indivíduos com olhos direitos e esquerdos e geralmente são menos assimétricos do que as outras famílias. Outras características distintivas da ordem são a presença de olhos protrusíveis, outra adaptação para viver no fundo do mar e a extensão da barbatana dorsal na cabeça.
Amphistium é um peixe fóssil de 50 milhões de anos identificado como um parente inicial de Pleuronectiformes e como um fóssil de transição. Em Amphistium, a transição da cabeça simétrica típica de um vertebrado é incompleta, com um olho colocado próximo ao centro superior da cabeça. Os paleontólogos concluíram que "a mudança aconteceu gradualmente, de uma forma consistente com a evolução via seleção natural — não repentinamente, como os pesquisadores antes tinham pouca escolha a não ser acreditar."

### Runcaria
Um precursor do Devoniano Médio para planta com sementes foi identificado na Bélgica, sendo anterior às primeiras plantas com sementes em cerca de 20 milhões de anos. Runcaria, pequena e radialmente simétrica, é um megásporângio tegumentado cercado por uma cúpula. O megasporângio carrega uma extensão fechada distal projetando-se acima do tegumento multilobado. Suspeita-se que a extensão estava envolvida com a polinização anemófila. Runcaria lança uma nova luz sobre a sequência de aquisição de caráter que conduz à semente, tendo todas as qualidades das plantas com sementes, exceto por um sólido tegumento e um sistema para guiar o pólen até a semente.

## Registro fóssil
Nem toda forma de transição aparece no registro fóssil, porque o registro fóssil não está completo. Organismos raramente são preservados como fósseis nas melhores circunstâncias, e apenas uma fração desses fósseis foi descoberta. O paleontólogo Donald Prothero notou que isso é ilustrado pelo fato de que o número de espécies conhecidas por meio do registro fóssil era inferior a 5% do número de espécies vivas conhecidas, sugerindo que o número de espécies conhecidas por meio de fósseis deve estar longe menos de 1% de todas as espécies que já viveram.
Por causa das circunstâncias especializadas e raras necessárias para uma estrutura biológica fossilizar, a lógica dita que os fósseis conhecidos representam apenas uma pequena porcentagem de todas as formas de vida que já existiram — e que cada descoberta representa apenas um instantâneo da evolução. A transição em si só pode ser ilustrada e corroborada por fósseis transicionais, que nunca demonstram um ponto médio exato entre formas claramente divergentes.
O registro fóssil é muito irregular e, com poucas exceções, é fortemente inclinado para organismos com partes duras, deixando a maioria dos grupos de organismos de corpo mole com pouco ou nenhum registro fóssil. Os grupos considerados como tendo um bom registro fóssil, incluindo uma série de fósseis transicionais entre grupos tradicionais, são os vertebrados, os equinodermes, os braquiópodes e alguns grupos de artrópodes.

### Mais exemplos
Listagem de alguns fósseis de transição:
- Pikaia, considerado um dos primeiros cordados;
- Vulcanodon, transição entre dinossauros prossaurópodes e dinossauros saurópodes;
- Pakicetus, transição entre condilartros e cetáceos, anterior ao Ambulocetus;
- Protosuchus, transição entre tecodontes e crocodilos;
- Scleromochlus, transição entre tecodontes e Pterossauros;
- Tetraceratops, transição entre pelicossauros e terapsídeos;
- Lagosuchus, transição entre tecodontes e dinossauros saurísquios;
- Cynognathus, transição entre sinapsidas e mamíferos;
- Heterodontosaurus, transição entre saurísquios e ornitísquios;
- Archaeopteryx, transição entre répteis e aves;
- Tiktaalik roseae, um peixe sarcopterígeos com muitas características de tetrápode terrestre;
- Ambulocetus, uma forma basal de cetáceo, que ainda retinha a capacidade de caminhar em terra;
- Australopithecus afarensis (Lucy), uma espécie importante para perceber a evolução dos hominídeos;
- Ocapi, tida como espécie transicional ainda viva da girafa;
- Darwinius masillae (Ida), a transição entre os estrepsirrinos e os haplorrinos.

## Controvérsias
Nos últimos séculos alguns fiascos ocorreram no mundo cientifico, onde fosseis foram classificados erroneamente como sendo de novas espécies de transição, sendo posteriormente desmentidas por outros pesquisadores. Algumas destas classificações não foram farsas deliberadas, pois ocorreram acidentalmente, por conta da falibilidade de alguns métodos de datação e classificação; porém em alguns dos casos os erros foram propositais, com o intuito de consolidar a teoria evolucionista no meio acadêmico, em um período em que a teoria ainda era uma novidade na época.
Alguns dos casos conhecidos são:
- Eoanthropus dawsoni, mais conhecido como "Homem de Piltdown", é um fóssil composto por fragmentos de um crânio e uma mandíbula encontrados pelo antropólogo Charles Dawson, e erroneamente classificado como sendo de um dos "elos-perdidos" do Homo Sapiens. O exemplar que ficou em exposição no museu britânico durante metade do século XX,  foi posteriormente classificado como fraude, quando novos pesquisadores descobriram que na verdade se tratava de um crânio de orangotango modificado com compostos químicos para aparentar ter milhões de anos.  O fato da sua descoberta foi relevante a comunidade acadêmica da época, pois a antropologia estava passando por um conjunto de mudanças teóricas nas quais os fósseis de Piltdown se encaixavam tão confortavelmente como se tivessem sido adaptados dessa maneira.[33] Contudo a descoberta revelou-se como uma tentativa alimentada pelo espirito cientifico da época que tentava à todo custo traçar uma arvore genealógica para comprovar que o ser-humano possuía antepassados remotos que evoluíram para o homo sapiens;
- Hesperopithecus haroldcookii, outro grande evento que balançou a comunidade cientifica do século XX ao tentar encontrar supostos antepassados do homo sapiens foi o caso do Homem de Nebraska, nome dado ao dente encontrado no ano de 1917, no estado americano de Nebraska.  A descoberta foi feita pelo fazendeiro e geólogo americano Harold Cook, que enviou o fóssil para analise. Em 1922, os paleontólogos responsáveis pela verificação do caso Henry Osborn e William Diller Matthew que o classificaram que o dente pertencia a uma nova espécie de grande primata norte americano, a qual ainda não havia sido classificada. Em maio de 1922, a revista Science publicou um artigo que definia o Hesperopithecus como o "primeiro grande primata americano".[34] Porém trabalhos de campo realizados nos anos de 1926 e 1927 no próprio sitio onde o dente foi encontrado, acabou também por descobrir outras partes do Homem de Nebraska, e revelou que na verdade não se tratava de um hominídeo, mas sim de um fóssil de um provável Prosthennops serus, uma espécie de javali norte-americano, que ainda continua sem um esqueleto completo. Em 1927, depois desta atualização, a revista Science desclassificou este achado como sendo de um primata.